# Stuart Gordon (Schriftsteller)

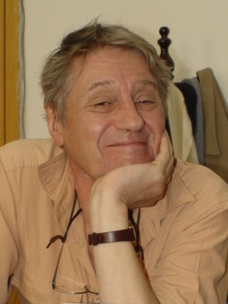
Stuart Gordon (2007)

Stuart Gordon (eigentlich Richard Alex Steuart Gordon; geboren am 18. Mai 1947 in Banff, Schottland; gestorben am 7. Februar 2009 in Shanghai, China) war ein schottischer Schriftsteller.

## Leben und Wirken
Seine erste Erzählung A Light in the Sky (1965) veröffentlichte Gordon unter dem Namen Richard A. Gordon. Er wurde dann darauf hingewiesen, dass dieser Name schon von Gordon Stanley Ostlere als Pseudonym für seine bekannten Arztromane verwendet wurde. Als Gordon daraufhin seine beiden Vornamen Alex Stuart als Autorenname verwendete, wurden dagegen Einwände von Violet Vivian Stuart erhoben, die diesen Namen als Pseudonym für ihre historischen Romane verwendete. Gordon wechselte dann zu Alex R. Stuart und schließlich zu Stuart Gordon. Unter diesem Namen erschienen seine bekannteren belletristischen Werke und seine Lexika; Reiseliteratur schrieb er als Richard Gordon.
Time Story, Gordons erster Roman, erschien 1972 und erzählt die Geschichte der Flucht eines Verbrechers durch die Zeit.
Es folgte 1973 One Eye, der erste Band seiner Mutanten-Trilogie, die als sein Hauptwerk betrachtet wird. Sie ist in einer fernen, postapokalyptischen Zukunft angesiedelt, in der die Menschheit mit genetischer Instabilität kämpft und Kinder mit offensichtlichen Mutationen getötet werden. Dem einäugigen Protagonisten bleibt dieses Schicksal jedoch erspart, da es eine Prophezeiung gibt, nach der einst ein einäugiges Kind die Rettung bringen wird.
Bewegt die Mutanten-Trilogie sich im Grenzbereich von Science-Fiction und Fantasy, so ist der 1975 erschienene Roman Suaine and the Crow-God (deutsch als Der Krähengott) der Heroic Fantasy zuzurechnen, mit einer stimmigen Darstellung der keltischen Welt und der Lebensverhältnisse an der schottischen Küste im 1. Jahrhundert vor der Zeitenwende. Hier macht der junge Suaine eine Ausbildung zum Druiden und gerät in den Konflikt zwischen dem Krähengott der ursprünglichen Bewohner der schottischen Inseln und Lugh, dem Gott der keltischen Eroberer.
Der Roman Fire in the Abyss (1983, deutsch Feuer in der Tiefe) schließlich ist eine durchaus ungewöhnliche Zeitreisegeschichte. Sie gibt die Aufzeichnungen Sir Humphrey Gilberts wieder, eines elisabethanischen Aristokraten, der in einer nahen Zukunft vom amerikanischen Militär zusammen mit vielen Anderen in die Gegenwart geholt und dort in einem Lager gefangen gehalten wird. Zusammen mit einigen Gefährten aus verschiedenen anderen Zeitaltern gelingt es ihm auszubrechen und in Folge erleben sie verschiedene Abenteuer beim Versuch, sich in der für sie ganz fremden Welt durchzuschlagen.
Neben seinen belletristischen Arbeiten verfasste Gordon mehrere Lexika und Wanderführer sowie zusammen mit Jennie Smith ein Sachbuch über Abwasserreinigung und Umweltverschmutzung.
In vorgerücktem Alter machte Gordon eine Ausbildung als Lehrer für Englisch für Ausländer und ließ sich 2003 in Shanghai nieder, wo er an einer internationalen Schule unterrichtete. Dort brach er 2009 auf der Liánhuā-Station der Metro Shanghai zusammen und starb kurz darauf im Krankenhaus an den Folgen eines Herzinfarkts.

## Bibliographie
Sofern nicht anders vermerkt, erschienen die Titel unter dem Autorennamen Stuart Gordon.
Eyes/Mutanten-Trilogie
- 1 One-Eye (1973)
  - Deutsch: Messias der Mutanten. Übersetzt von Annette Charpentier. Bastei Lübbe #20013, 1979, ISBN 3-404-01388-3.
- 2 Two-Eyes (1974)
  - Deutsch: Gesang der Mutanten. Übersetzt von Annette von Charpentier. Bastei Lübbe #20020, 1980, ISBN 3-404-20020-9.
- 3 Three-Eyes (1975)
  - Deutsch: Traum der Mutanten. Übersetzt von Annette von Charpentier. Bastei Lübbe #20022, 1980, ISBN 3-404-20022-5.
- The Eyes trilogy (1978, Sammelausgabe)

The Bikers-Serie (als Alex R. Stuart)
- The Bikers (1971)
- The Last Trip (1972)
- The Outlaws (1972)
- The Bike from Hell (1973)
- The Devil's Rider (1973)

Watchers-Serie
- 1 Archon! (1987, auch als Richard Gordon)
- 2 The Hidden World (1988)
- 3 The Mask (1990)

Einzelromane
- Time Story (1972)
- Suaine and the Crow-God (1975)
  - Deutsch: Der Krähengott. Übersetzt von Horst Pukallus. Heyne SF&F #3589, 1978, ISBN 3-453-30484-5.
- Smile on the Void: The Mythhistory of Ralph M'Botu Kitaj (1981)
- Fire in the Abyss (1983)
  - Deutsch: Feuer in der Tiefe. Übersetzt von Alfons Winkelmann. Heyne SF&F #4918, 1992, ISBN 3-453-05840-2-

Kurzgeschichten
- A Light in the Sky (1965, als Richard A. Gordon)
- Time's Fool (1965, als Richard Gordon)
- A Question of Culture (1965, als Richard A. Gordon)
- The Ultimate Artist (1966, als Richard A. Gordon)
- The Phoenix People (1970, als Richard A. Gordon)
- All the World's a Stage (1970, als Richard A. Gordon)

Sachliteratur
- Down the Drain: Water, Pollution and Privatisation (1989, mit Jennie Smith)
- The Paranormal: An Illustrated Encyclopedia (1992)
- The complete Moray rambler : walks & history of the north-east (1992, als Richard Gordon)
- The Encyclopedia of Myths and Legends (1993)
- The Book of Miracles: From Lazarus to Lourdes (1995)
- The Book of Hoaxes: An A-Z of famous fakes, frauds and cons (1995)
- The Book of Curses: True Tales of Voodoo, Hoodoo and Hex (1995)
- Round Inverness, The Black Isle and Nairn: Walks and History (1998, als Richard Gordon)
- Round Moray, Badenoch and Strathspey: Walks and History (1999, als Richard Gordon)
- Round Aberdeen from Beeside to the Deveron (2000, als Richard Gordon)